# 審良靜男
審良靜男（日语：／ Akira Shizuo ?，1953年1月27日—），日本醫學家，世界免疫學權威。現任大阪大學教授。文化功勞者。
審良教授曾獲羅伯·柯霍獎與盖尔德纳国际奖，他的最主要贡献是通过切除Toll样受体（TLR）基因，发现TLR能识别一群不相关的源于微生物的分子；以及后来对RNA解旋酶、RIG-I（维甲酸诱导蛋白I）以及黑色素瘤变异关联蛋白5（MDA5）的鉴别。

## 生平
大阪府東大阪市出身，大阪大學醫學部畢業。醫學博士（大阪大學）。審良靜男曾是美國「世界最受矚目研究者排名」第8位（2004年度）、第1位（2005年度、2006年度）、第4位（2007年度）。

## 榮譽
- 2001年2月 井上學術獎（日语：井上学術賞） 「免疫系におけるシグナル伝達と生体内での役割」
- 2001年11月 野口英世記念醫學獎 「自然免疫系における病原体認識機構の研究」
- 2002年11月 大阪科學獎（日语：大阪科学賞） 「自然免疫における病原体認識システムの研究」
- 2003年11月 武田醫學獎（日语：武田医学賞） 「自然免疫による病原体認識機構に関する研究」[6]
- 2004年2月 高松宮妃癌症研究基金（日语：高松宮妃癌研究基金）學術獎
- 2004年11月 羅伯·柯霍獎的「科霍獎」[7]
- 2005年5月 紫綬褒章
- 2006年1月 朝日獎 「自然免疫における病原体認識の研究」[8]
- 2006年6月 威廉·科利獎（英语：William B. Coley Award）
- 2007年3月 上原獎（日语：上原賞） 「自然免疫による病原体認識機構の解明」[9]
- 2007年6月 恩赐奖 (日本学士院)·日本学士院奖 「自然免疫による病原体認識とシグナル伝達」
- 2007年9月  Milstein Award
- 2008年 湯森路透引文桂冠獎
- 2009年10月 文化功勞者
- 2010年9月 庆应医学奖
- 2011年3月 盖尔德纳国际奖（Canada Gairdner International Award）

## 外部連結
- 大阪大学微生物病研究所による紹介 （页面存档备份，存于）
- 審良静男研究室 （页面存档备份，存于）